# Microdon mirabilis
Microdon mirabilis är en tvåvingeart som beskrevs av Samuel Wendell Williston  1888. Microdon mirabilis ingår i släktet myrblomflugor, och familjen blomflugor. Inga underarter finns listade i Catalogue of Life.